# Канья, Диего
Диего Себастьян Канья (родился 19 апреля 1970 года в Буэнос-Айресе) — аргентинский футболист и футбольный тренер. Выступал на позиции полузащитника, завершил карьеру в 2005 году.

## Биография

### Клубная карьера
Свой первый матч в высшем дивизионе Канья сыграл в декабре 1988 года с «Архентинос Хуниорс». В начале 1992 года он перешёл в «Индепендьенте», где играл в течение четырёх лет.
Канья затем присоединился к «Боке Хуниорс», где играл с Апертуры 1996 до конца 1999 года. В 29 лет после победы в Клаусуре 1999 он перешёл в испанский «Вильярреал». Он сыграл три сезона за «жёлтую субмарину», и после участия в Апертуре 2002 года с мексиканским «Атлетико Селайя» он вернулся в «Боку» в 2003 году.
Диего Канья, который был капитаном «Индепендьенте», «Боки Хуниорс» и «Вильярреала», постепенно перестал выдерживать конкуренцию со стороны перспективных молодых игроков «Боки Хуниорс». Он завершил карьеру футболиста в 2005 году. Канья сыграл 255 матчей за «Боку», забив 21 гол.

### Международная карьера
С аргентинской сборной он выиграл Кубок короля Фахда 1992 и Панамериканские игры 1995, а также принял участие в Кубке Америки 1999 года. Его единственный гол за сборную был забит 15 апреля 1998 года в товарищеском матче против Израиля в Иерусалиме, который Аргентина проиграла со счётом 2:1.

## Тренерская карьера
В декабре 2006 года он стал тренером «Тигре», выведя клуб в первый дивизион за один сезон. Первый год с «Тигре» в элите был успешным: клуб занял 2-е место в Апертуре 2007 года. Это было лучшее достижение «Тигре» в высшем дивизионе, Канья получил признание болельщиков и спортивной прессы.
В Апертуре 2008 года «Тигре» набрал равное количество очков с «Бока Хуниорс» и «Сан-Лоренсо де Альмагро». «Тигре» имел лучшую статистику личных встреч, «Сан-Лоренсо» — лучшую разницу мячей, но плей-офф за чемпионство выиграл «Бока Хуниорс» (по разнице мячей после того, как три команды в очередной раз набрали равное количество очков).
Канья затем в первый раз в истории вывел «Тигре» в квалификацию на международный клубный турнир в конце сезона 2008/09. «Тигре» участвовал в Южноамериканском кубке 2009, где благодаря правилу выездного гола в первом раунде уступил «Сан-Лоренсо».
Канья дал «Тигре» возможность выиграть чемпионат и вывел их в первый раз в своей истории на квалификацию международного турнира, однако в Апертура 2009 начались проблемы. «Тигре» финишировал в нижней части таблицы, набрав лишь 8 очков в 19 играх, это побудило Канью уйти в отставку 14 декабря 2009 года после более чем трёх лет с клубом. 20 апреля 2010 года бывший тренер «матадоров» сменил Уго Токалли на посту главного тренера «Коло-Коло».
Однако результаты Каньи с чилийским грандом были действительно разочаровывающими, так как он потерял 7-очковое преимущество перед «Универсидад Католика» за несколько игр до конца сезона 2010 года, в итоге клуб не смог завоевать чемпионство. Более того, его участие в Южноамериканском кубке также принесло разочарование, так как «индейцы» по голам выезда были выбиты в первом раунде «Университарио Сукре».
Недовольство болельщиков росло, особенно после неубедительного начала сезона 2011 года, в котором Канья и был уволен. Болельщики в настоящее время называют его «Despreocupado» (рус. беззаботный, беспечный) из-за его безразличного отношения до, во время и после каждого матча. Это прозвище тесно связано с очень популярной телевизионной рекламой международной финансовой группы в Чили.
29 сентября 2011 года он подписал контракт с «Ньюэллс Олд Бойз» из чемпионата Аргентины, заняв место уволенного Хавьера Торренте после его отставки из-за плохих результатов. Его кампания не была успешной, клуб закончил Апертуру 2011 года третьим с конца (13 ничьих в 19 матчах), в дополнение к этому команда вылетела из кубка Аргентины после серии пенальти с командой из Примеры B Насьональ, «Патронато».
В середине 2012 года Канья был назначен новым главным тренером «Эстудиантес», заменив Хуана Мануэля Асконсабаля, который ушёл в отставку в ходе Клаусуры 2012 года.
В середине марта «Эстудиантес» находился в нижней части турнирной таблицы. После домашнего поражения с минимальным счётом от «Расинг Авельянеда» состоялся консилиум президента Энрике Ломбарди и представителей игроков, Хуана Себастьяна Верона и Агустина Алайеса, на нём было принято решение уволить Канью с должности тренера. Через неделю новым тренером был назначен Маурисио Пельегрино.
В 2013 году Канья вернулся в «Тигре», перед тренером была поставлена задача спасти клуб от вылета. Во время своего второго прихода в клуб он провёл шесть игр: одна победа, одна ничья и четыре поражения. Последним матчем стало разгромное поражение от «Ривер Плейт» со счётом 3:0. 9 апреля 2016 года он возглавил «Сан-Мартин Тукуман» и помог клубу повыситься в классе.
15 декабря 2017 года он был утверждён тренером «Атлетико Букараманга» на 2018 год.